# Alexandr Petrovič Izvolskij
Alexandr Petrovič Izvolskij (rusky Алекса́ндр Петро́вич Изво́льский; 18. března 1856, Moskva – 16. srpna 1919, Paříž) byl ruský státník, diplomat, ministr zahraničí carského Ruska v letech 1906–1910. Pocházel ze šlechtické rodiny polského původu.
Jeho bratrem byl oberprokurátor Pjotr Petrovič Izvolskij.

## Bosenská krize
Ve dnech 15.–16. září 1908 Izvolskij navštívil buchlovický zámek, kde vedl tajná jednání s rakousko-uherským ministrem zahraničí Aloisem Aehrenthalem. Izvolskij se pokoušel získat souhlas Rakousko-Uherska s volnou plavbou ruských lodí Úžinami (Dardanely a Bospor) výměnou za ruský souhlas s připojením Bosny a Hercegoviny k Rakousko-Uhersku. Jednání vyústila v ústní dohodu (tzv. Buchlovickou dohodu), kterou Izvolskij chápal tak, že Rakousko-Uhersko vyčká s anexí Bosny a Hercegoviny do doby, kdy Rusko získá souhlas velmocí se změněným režimem v Úžinách. To se však nestalo, Rakousko-Uhersko anexi vyhlásilo již 6. října 1908. Náhlá změna mocenských poměrů na Balkáně vyústila v Bosenskou krizi.
Diplomatický neúspěch vyvolal v Rusku vlnu kritiky, k nejdůraznějším odpůrcům patřili Pavel Miljukov a Sergej Sazonov. Již v květnu 1909 byl z funkce odvolán Nikolaj Čarykov, blízký Izvolského spolupracovník, a pověřen diplomatickou misí v Konstantinopoli. Jeho místo na ministerstvu zaujal Sergej Sazonov, Stolypinův vrstevník a člověk jemu blízký. Za půl roku poté byl Izvolskij odeslán na post velvyslance v Paříži a ministrem zahraničních věcí se stal právě Sazonov.